# リベレツ - リブニシチェ/ザイフヘンナースドルフ線
リベレツ - リブニシチェ/ザイフヘンナースドルフ線（チェコ語: Železniční trať Liberec–Rybniště/Seifhennersdorf）は、チェコ鉄道の鉄道線の名称である。路線番号は085。
ヴァルンスドルフ～リブニシチェ間は、1869年にチェコ北部鉄道の路線として開業した。2020年以前は、全線で路線番号が089であった。なお本頁では、主にヴァルンズドルフ - リブニシチェ間について扱う。他の区間についてはリベレツ - ツィッタウ線の項目を参照。

## 運行形態

### 快速「スピェシニー(Sp)」
- ヂェチーン → リブニシチェ → ヴァルンスドルフ　【春・夏の土曜・休日運行】　※チェコ鉄道による運行
季節限定で、一日片道1本の運行。リブニシチェ以西は081号線から直通する。各駅に停車する。
2024年に運行を開始した。

### 普通
- ヴァルンスドルフ → リブニシチェ → イェドロヴァー　【春・夏の土曜・休日運行】　※チェコ鉄道による運行
季節限定で、一日片道1本の運行。リブニシチェ以西は081号線から直通する。
2024年に運行を開始した。

- ヂェチーン - リブニシチェ - ヴァルンスドルフ　【平日運行】　※チェコ鉄道による運行
一日4往復の運行。リブニシチェ以西は081号線から直通する。
過去の運行形態
2020年以前は、レンダーバーンにより、ヴァルンスドルフ - リブニシチェ間のみ2時間に1本運行していた他、半数強が089号線経由でリベレツまで直通していた。
2021年度より、チェコ鉄道に移管された他、全列車がヴァルンスドルフ発着となった。
2024年度より、一日3往復に減便された。また、081号線に直通する様になった。
2025年度より、一日4往復に増発された。

- (イェドロヴァー/ルンブルク - ) リブニシチェ - ヴァルンスドルフ - ピヴォヴァル・コツォウル　【春・夏の土曜・休日運行】　※チェコ鉄道による運行
一日4往復の運行。ヴァルンスドルフ以東は089号線に直通する。うち、東行1本がイェドロヴァー発、西行1本がルンブルク行で、リブニシチェ以西081号線に直通する。
過去の運行形態
2020年以前は、レンダーバーンにより、ヴァルンスドルフ - リブニシチェ間のみ2時間に1本運行していた他、半数強が089号線経由でリベレツまで直通していた。また、秋・冬にも運行していた。
2021年度より、チェコ鉄道に移管された他、全列車がヴァルンスドルフ発着となった。
2024年度より、一日4往復に減便され、秋・冬の運行が取りやめられた。また、全列車が089号線、東行・西行1本ずつが081号線に直通する様になった。

- リベレツ - ヴァルンスドルフ - リブニシチェ - ミクラーショヴィツェ　【春・夏の土曜・休日運行】　※レンダーバーンによる運行
季節限定で、一日1往復の運行。リブニシチェ以北は081号線に直通する。

## 駅一覧
以下では、レンダーバーン社089号線の駅と営業キロ、停車列車、接続路線などを一覧表で示す。
- 種別
  - Os：普通
- 停車駅
  - ■印：全列車停車
  - ●印：一部通過
  - ○印：一部停車
  - ｜印：全列車通過

| 路線名 | 駅名                                   | 駅間営業キロ | 累計営業キロ | Os | 接続路線                                              | 所在地       | 所在地       |
| ------ | -------------------------------------- | ------------ | ------------ | -- | ----------------------------------------------------- | ------------ | ------------ |
| 085    | リブニシチェ駅                         | -            | 0.0          | ■  | 081号線（ヂェチーン/ボレスラフ方面、ルンブルク方面）  | ウースチー州 | ヂェチーン郡 |
| 085    | ホルニー・ポドルジー駅                 | 3.3          | 3.3          | ■  |                                                       | ウースチー州 | ヂェチーン郡 |
| 085    | イルジェチーン・ポド・イェドロヴォウ駅 | 1.7          | 5.0          | ■  |                                                       | ウースチー州 | ヂェチーン郡 |
| 085    | ドルニー・ポドルジー駅                 | 3.3          | 8.3          | ■  |                                                       | ウースチー州 | ヂェチーン郡 |
| 085    | ヴァルンスドルフ駅                     | 2.7          | 11.0         | ■  | 089号線（リベレツ方面、ピヴォヴァル・コツォウル方面） | ウースチー州 | ヂェチーン郡 |